# Пономарёва, Маргарита Анатольевна
Маргари́та Анато́льевна Пономарёва (Хро́мова) (19 июня 1963, Балхаш — 31 августа 2021, Санкт-Петербург) — советская и российская легкоатлетка, специализировавшаяся в беге с барьерами. Участница Олимпийских игр 1992 года, чемпионка Универсиады 1989 года, 3-кратный призёр чемпионатов мира (1991, 1993); 2-кратная обладательница Кубка Европы (1991); 4-кратная чемпионка СССР[уточнить], СНГ, России (1984[уточнить], 1991, 1992, 1996), 5-кратный призёр (1986—1990[уточнить]); Установила два мировых рекорда (1984, 1991).

## Биография
Родилась 19 июня 1963 года в Балхаше.
Выступала за ДСО «Трудовые резервы», СКА, ФСО профсоюзов.
Тренеры — заслуженные тренеры РСФСР Ярополк Сидоров, Ю. И. Калекин, Ю. А. Полевой[уточнить].
Установила мировой рекорд в эстафете 4×400 м весной 1991 года в Париже. Являлась единственной барьеристкой в мире, преодолевающей дистанцию в 15-шаговом ритме.
Скончалась 31 августа 2021 года в Санкт-Петербурге от ишемической болезни сердца.

## Результаты
- в скобках указан возраст

| Год       | 400 м    | 400 м с/б      |
| --------- | -------- | -------------- |
| 1977 (14) | 59,6     | —              |
| 1978 (15) | 59,0     | —              |
| 1979 (16) | 58,3     | —              |
| 1980 (17) | 57,4     | —              |
| 1981 (18) | 54,0     | 57,45          |
| 1982 (19) | травма   | травма         |
| 1983 (20) | 52,87    | 56,9           |
| 1984 (21) | 52,05 PB | 53,58 WR*, NR* |

### Соревнования
предварительные забеги/соревнования
| Год    | Чемпионат               | Город           | Дистанция             | Дата           | Результат | Место |
| СССР   | СССР                    | СССР            | СССР                  | СССР           | СССР      | СССР  |
| ------ | ----------------------- | --------------- | --------------------- | -------------- | --------- | ----- |
| 1981   | чемпионат               | Москва          | бег 400 метров        | 16—19 сентября | 59,2      | 1б    |
| 1983   | Спартакиада             | Москва          | эстафета 4х400 метров | 18—22 июня     | 3.28,30   | 4     |
| 1983   | Спартакиада             | Москва          | бег 400 метров        | 18—22 июня     | 52,87     | 17    |
| Россия |                         |                 |                       |                |           |       |
| 1996   | чемпионат (в помещении) | Москва          | бег 400 метров с/б    | 24 февраля     | 53,71     | III   |
| 1996   | чемпионат               | Санкт-Петербург | бег 400 метров с/б    | 3 июля         | 55,04     | I     |

### Рекорды
| Дистанция               | Результат   | Город       | Дата            |
| Рекорд мира             | Рекорд мира | Рекорд мира | Рекорд мира     |
| ----------------------- | ----------- | ----------- | --------------- |
| 400 метров с/б          | 53,58       | Киев        | 22 июня 1984    |
| Рекорд мира в помещении |             |             |                 |
| эстафета 4х400 метров   | 3.28,80     | Париж       | 23 февраля 1991 |

1. ↑  Состав команды: Марина Шмонина — 53,3, Маргарита Пономарёва — 52,2, Людмила Джигалова — 52,0, Аэлита Юрченко — 51,3

### Комментарии
1. ↑  Состав команды: Елена Рузина, Татьяна Алексеева, Маргарита Пономарёва, Ирина Привалова
2. ↑  Состав команды: Елена Виноградова, Маргарита Пономарёва, Елена Голешева, Людмила Джигалова